# Klobb
En klobb (eller klubb) är en mindre ö som är liten, bergig och hög. Enligt boken Skärdgårdsnamn är ”klobbar” typiskt relativt höga, branta och kala berglokaliteter som ibland är förenade med större öar via eden.

## Orter och platser där klobb eller klubb ingår i namnet

### Finland
Öar med namnändelse -klobb eller -klubb är sammanlagt omkring 1 300 stycken i Finlands kustskärgårdar, främst i nordöstra Åland och Åboland samt västra Nyland.
Speciellt vanliga namn är 
- Tallklobben (22 fall i Åboland och Nyland)
- Norrklobben
- Högklobben
- Grisselklobben